# Ismene longipetala
Ismene longipetala es una especie de planta bulbosa geófita perteneciente a la familia de las amarilidáceas. Es originaria de Ecuador en la provincia de Loja y el norte de Perú.

## Taxonomía
Ismene longipetala fue descrita por (Lindl.) Meerow y publicado en Flora of Ecuador 41(202): 26, en el año 1990.
Sinonimia
- Elisena longipetala Lindl., Edwards's Bot. Reg. 24(Misc.): 45. 1838.
- Hymenocallis longipetala (Lindl.) J.F.Macbr., Publ. Field Mus. Nat. Hist., Bot. Ser. 11: 11. 1931.
- Hymenocallis velardei Traub, Pl. Life 19: 49. 1963.[3]